# Lifening
Lifening is een nummer van de alternatieve rockgroep Snow Patrol. Het is geschreven door Gary Lightbody en geproduceerd door Jacknife Lee. Een remix van de ballad wordt uitgebracht als vijfde single van de bands zesde studioalbum Fallen Empires, dat op 11 november 2011 uitkwam. Deze nieuwe versie van het nummer heeft Lifening (Burst to Life Mix) als titel en werd eind mei 2012 opgenomen. Deze versie zal op single worden uitgebracht.

## Achtergrondinformatie
Het nummer concentreert zich volgens schrijver Gary Lightbody om de zin "to be a father like my dad", waarmee hij verwijst naar zijn eigen jeugd en dankbaarheid aan zijn vader toont en noemt het het persoonlijkste liedje die hij schreef. Het is gebaseerd op de kinderen van Garrett 'Jacknife' Lee, de producer van de band. Lifening is een van de eerste nummers die Lightbody noemde in een blogpost tijdens de opnamesessies van het album. Hij definieerde de zelf verzonnen woord als licht of bliksem die in je leven komt of ervoor te zorgen dat dit gebeurt. De essentie zijn de belangrijke persoonlijke dingen die voor iedereen anders zijn. Het nummer bevat een dulcitone en een shrutibox. Tijdens live-uitvoeringen wordt het nummer verlengd met een singalong en de zin "this is all I ever wanted for live" door het publiek gezongen wordt.
De Burst to Life remix, ook wel Lifening (Jacknife Lee Remix) genoemd, werd 3 juli 2012 voor het eerst afgespeeld tijdens de Review Show op BBC Radio 1. Vervolgens was het nummer een week gratis te downloaden via de website van de band. De single krijgt volgens Lightbody een "softe" release, waardoor de promotie voor het nummer niet op volle sterkte geschiedt. De videoclip bestaat uit opnames van het concert in Chicago vanwege het live-gevoel. 